# Aglaophenia difficilis
Aglaophenia difficilis är en nässeldjursart som beskrevs av Vervoort och Watson 2003. Aglaophenia difficilis ingår i släktet Aglaophenia och familjen Aglaopheniidae. Inga underarter finns listade i Catalogue of Life.